# Anita Höfer
Anita Höfer (Stoccarda, 27 febbraio 1944) è un'attrice e doppiatrice tedesca.

## Filmografia

### Cinema
- Via Mala - regia di Paul May (1961)
- Asfalto nero (Schwarzer Kies) - regia di Helmut Käutner (1961)
- Il gioco dell' assassino (Mörderspiel) - regia di Helmuth Ashley (1961)
- Zu jung für die Liebe? - regia di Erica Balqué (1961)
- Frauenarzt Dr. Sibelius - regia di Rudolf Jugert (1962)
- Il venditore di uccelli (Der Vogelhändler) - regia di Géza von Cziffra (1962)
- Ich bin auch nur eine Frau - regia di Alfred Weidenmann (1962)
- Ein Frauenarzt klagt an - regia di Falk Harnack (1964)
- Situazione disperata ma non seria (Situation Hopeless... But Not Serious)  - regia di Gottfried Reinhardt (1965)
- Das Mädel aus dem Böhmerwald - regia di August Rieger (1965)
- Der Kongreß amüsiert sich - regia di Géza von Radványi (1965)
- Mittsommernacht - regia di Paul May (1967)
- Raccolto amaro (Bittere Ernte) - regia di Agnieszka Holland (1985)

### Televisione
- Hafenpolizei - serie TV (1963)
- Der Tod des Handlungsreisenden - regia di Gerhard Klingenberg  - film TV (1968)
- Einer fehlt beim Kurkonzert - regia di Jürgen Roland - film TV (1968)
- Der Kommisar - serie TV (1969)
- Dem Täter auf der Spur - serie TV (1970)
- Unsere heile Welt - serie TV (1972)
- Polizeiinspektion 1 - serie TV (1977)
- L'ispettore Derrick (Derrick) - serie TV (2 episodi) (1981,1982)
- Lilli Lottofee - serie TV (1992)
- Knastmusik - serie TV (32 episodi) (1991-1992)

## Doppiaggio
- Brenda Fricker in Mamma, ho riperso l'aereo: mi sono smarrito a New York
- Conchata Ferrell in Edward mani di forbice
- Kathleen Fee in Il vampiro di Whitechapel
- Lady Mirtillo in Gnomeo e Giulietta
- Regina di cuori in Alice nel Paese delle Meraviglie
- Ella in Sonic X
- Alvida e Kokoro in One Piece
- Roba in One Piece - I misteri dell'isola meccanica
- Ilia Isorelýs Paulino in One Piece